# Dähre
Dähre är en kommun och ort i Altmarkkreis Salzwedel i förbundslandet Sachsen-Anhalt i Tyskland.
Kommunen bildades den 1 januari 2009 genom en sammanslagning av de tidigare kommunerna Dähre, Bonese och Lagendorf i den nya kommunen Dähre.
Kommunen ingår i förvaltningsgemenskapen Beetzendorf-Diesdorf tillsammans med kommunerna Apenburg-Winterfeld, Beetzendorf, Diesdorf, Jübar, Kuhfelde, Rohrberg och Wallstawe.